# Rhinella achavali
Rhinella achavali es una especie de anfibios de la familia Bufonidae nativa de Uruguay.